# Sonoterapia
Sonoterapia artificial do sono  é um tratamento psiquiátrico com propósitos terapêuticos das doenças mentais, com maiores êxitos nas psicoses de ansiedade e esquizofrenias. No âmbito da narcoterapia, ou procedimento terapêutico que utiliza de forma exclusiva ou complementar de outros tratamentos o estado de narcosis ou subnarcosis, provocados por barbitúricos, de acordo com José Bleger  (1923 - 1972) deve-se distinguir destas as que não tem a psicoterapia como elemento fundamental a exemplo da narcoanálise e de outras formas da psicofarmacologia clínica. 
Observe-se contudo que na psiquiatria moderna é a psicofarmacoterapia associada a terapia ocupacional e/ou psicoterapia nos ambulatórios as formas mais utilizadas de intervenção clínica na doença mental. A sonoterapia, eletroconvulsoterapia e outras formas de intervenção da considerada psiquiatria biológica, possuem indicações cada vez mais específicas e limitadas (controladas), em vez da ampla utilização das fases iniciais de seu desenvolvimento.

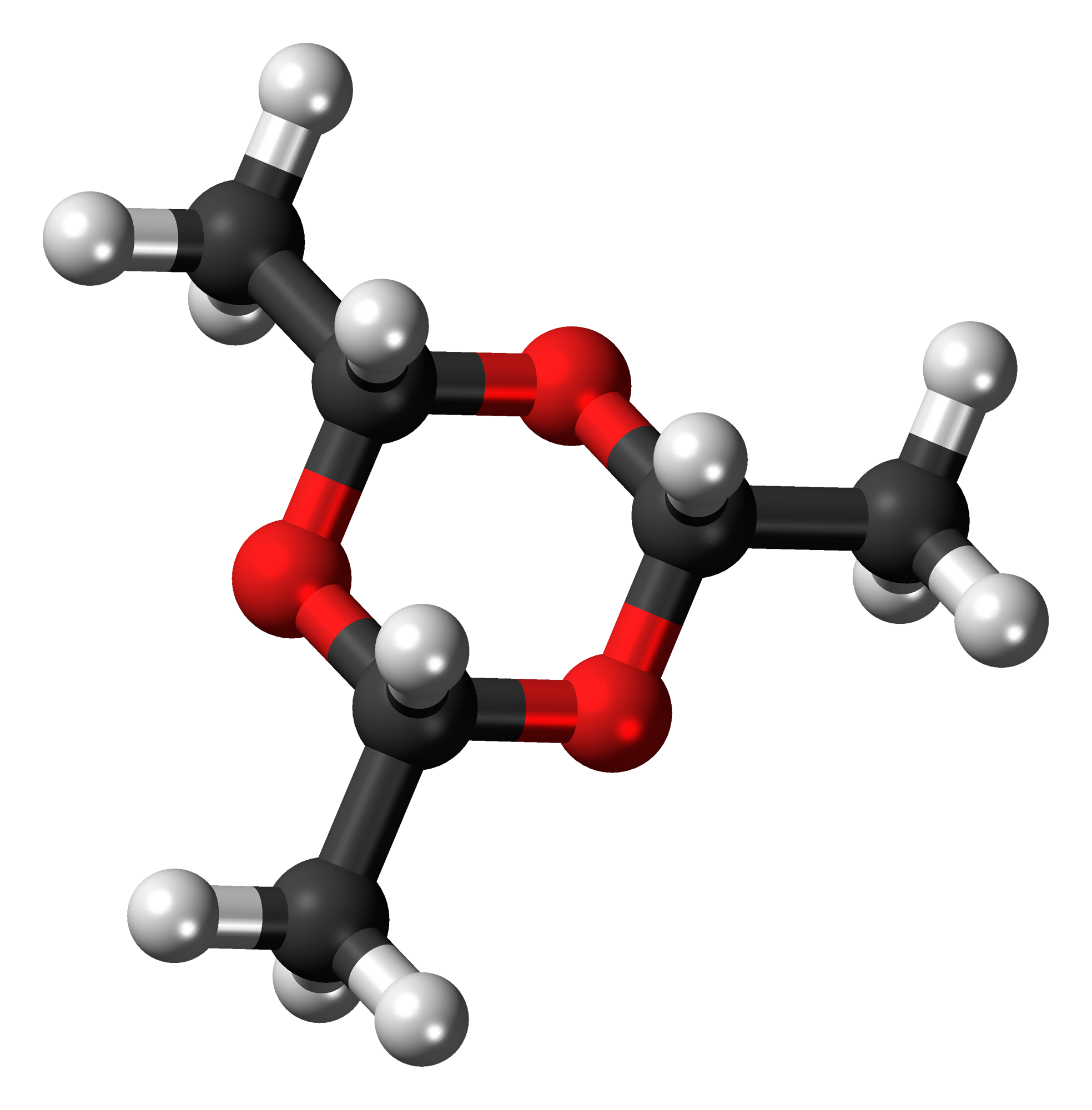
O paraldeído é um sedativo e hipnótico não barbitúrico, sintetizado em 1829, ainda com algumas indicações clínicas como anticonvulsivante e na abstinência de usuários crônicos de álcool e barbitúricos

A utilização dos barbitúricos na indução ao sono prolongado como um recurso terapêutico se deve principalmente a  Jakob Klaesi (1883 – 1980) , em 1921, especialmente para esquizofrenias e Ivan Pavlov (1849 — 1936)  que publicou em 1922  "Inibição Interna e Sono: um único e mesmo processo", correlacionando o sono aos mecanismos de defesa do organismo.

## Experimentação e técnica
Na sonoterapia, segundo Piéron,  mantém-se o sono utilizando várias drogas tipo paraldeído interrompendo apenas pelo tempo necessário à alimentação. Os experimentos iniciais de Pavlov, mostraram que o sono corresponde aos processos de inibição do sistema nervoso tanto normais como patológicos (a exemplo da narcolepsia, cataplexia) e, que possui um efeito reparador no organismo, sendo induzidos por um processo ativo a exemplo da fadiga, ou passivo pela ausência de estimulações e excitantes externos.
Pesquisas específicas com o brometo de sódio foram realizadas nos Laboratórios de I. Pavlov por Maria K. Petrova (1874-1948) que o utilizou, em 1925, para tratar a neuroses experimentais, com especial êxito nos cães com sintomas de excitação/inquietação fortalecido, segundo ela, ativando o processo inibidor no cachorro agitado,  restaurando o equilíbrio entre os processos de excitação e inibição. Nos cães com predomínio de inibições, o brometo havia evidentemente aumentado a inibição, criando um desequilíbrio ainda maior entre os dois processos.
Na União Soviética progressivamente estendeu-se a sonoterapia da psiquiatria para a clínica médica, com sucesso no tratamento do choque cirúrgico, colites, dores de membros fantasma, etc. e, além da administração de psicofármacos, se desenvolveram técnicas biofísicas de estimulação como o eletrossono e a redução de excitantes físicos do meio externo  (salas rigorosamente à prova de som, com temperatura constante, iluminação mínima e contínua) também conhecidas como experimentos de isolamento e privação sensorial. Em nossos dias são conhecidas como câmeras de flutuação terapêutica.  
Atualmente a eletrossonoterapia é supostamente equivalente em efeitos à chamada estimulação eletroterapêutica transcraniana,  e estimulação induzida por "sintetizadores de ondas cerebrais" que emitem de pulsos de som e luz com diversas frequências rítmicas capazes de gerar e ondas elétricas e influenciar as ondas cerebrais de modo diferenciado. Segundo consta foram desenvolvidos a partir dos estudos de W. Grey Walter (1910—1977) que usou um estroboscópio e equipamentos de EEG. 

## Aplicações à medicina psicossomática
As doença psicossomáticas na teoria reflexológica já foram definidos como distúrbios neurofisiogênicos reflexos  ou conforme proposição do fisiologista russo K. M. Bikov (1886-1959) é a "ordem homeostática desmantelada" (derangément) o funcionamento organísmico alterado por comprometimento da "atividade nervosa superior" - córtico-subcortical  (psíquicas) ou proveniente de alterações somáticas específicas de cada órgão. 
Na teoria pavloviana a sonoterapia é considerada uma intervenção capaz de reforçar ou fortalecer a inibição protetora do organismo. Segundo Astrup, e como visto, no tratamento das doenças psicossomáticas os especialistas defrontam-se tanto com os problemas dos distúrbios locais dos órgãos, quanto com as perturbações da atividade nervosa superior. A sonoterapia, tanto de sono farmacológico como de eletrossono,  tem sido usada para restaurar as perturbações nervosas gerais por sua inibição protetora. Resultados favoráveis foram relatados em casos de tireotoxicose, úlceras gástricas e duodenais, gafroespasmo (doença ocupacional também conhecida como câimbra de escritor), asma, toxemia gravídica, e outras doenças. Salienta que em algumas patologias é necessário uma terapia de estimulação e/ou a sonoterapia é contraindicada a exemplo dos estágios da hipertensão arterial onde já se registra hipertrofia cardíaca, alerta também para o problema da intoxicação por narcóticos, capazes, mesmo de impedir funções compensatórias do córtex cerebral 

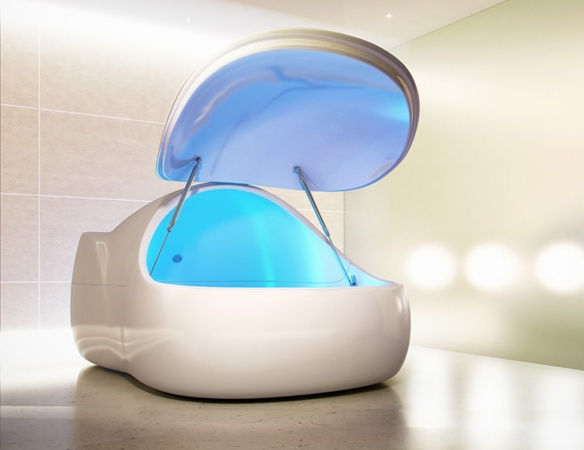
Tanque de flotação utilizado para terapia por redução de excitantes físicos do meio externo